# Mónica de la Fuente del Rey
María Mónica de la Fuente del Rey (1951) es una bióloga, médica y científica española experta en el control del envejecimiento humano. Sus investigaciones se dirigen a lograr una mayor esperanza de vida con un mejor estado de salud mediante el fortalecimiento del sistema inmunitario. Ha sido premiada en numerosas ocasiones nacional e internacionalmente por su labor investigadora y es un referente en la materia a nivel mundial. Es catedrática emérita en la Facultad de Ciencias Biológicas de la Universidad Complutense de Madriddonde forma parte del Departamento de Genética, Fisiología y Microbiología y del grupo de investigación: Envejecimiento, Neuroinmunología y Nutrición, junto al Instituto de Investigación del Hospital 12 de Octubre.Tiene una patente: Utilización de compuestos antioxidantes en el aumento de la longevidad.

## Biografía
María Mónica de la Fuente del Rey, más conocida como Mónica de la Fuente, es doctora en Ciencias Biológicas por Universidad Complutense de Madrid (1979), licenciada en Farmacia por la Universidad Complutense de Madrid (1981) y doctora en Medicina por la Universidad Miguel Hernández de Elche (2015), donde obtuvo Premio Extraordinario. Asimismo, es especialista en Bioquímica Clínica por el Ministerio Educación y Ciencia (1987) y Diplomada en Sanidad por la Escuela Nacional de Sanidad 1983.
Obtuvo el título de doctora por la Universidad Complutense de Madrid con la tesis Estudio teratogénico de la semicarbacida,dirigida por Arsenio Fraile Ovejero. Dos años antes consiguió una beca  de la Fundación Juan March con la que llevó a cabo el  Estudio perinatal del pulmón de rata bajo acción de la semicarbacida.

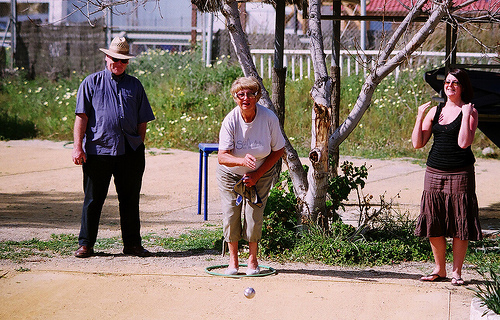
El área de estudio de Mónica de la Fuente es el envejecimiento del cuerpo humano.

Cuenta con una amplia labor docente e investigadora en centros nacionales (Universidad de Extremadura, de Córdoba, UAM, CSIC) y extranjeros (Kings College de Londres y la Universidad Philipps de Marburg en Alemania). Su trabajo se ha visto reflejado en la organización y coordinación de cursos, programas de doctorado y másteres interuniversitarios, así como en la dirección de tesis de licenciatura y doctorales, con cerca de una treintena.Es catedrática emérita de Fisiología en la Facultad de Biología de la UCM desde 1986.En 2004 fue nombrada Académica de Número en la Real Academia de Doctores de España, donde pronunció el discurso de ingreso Una aproximación biológica para comprender el envejecimiento.Es miembro de Sociedades científicas, de claustro de universidades y de comités de evaluación, siendo, asimismo, responsable de casi una veintena de proyectos de investigación.Desde 2007 es miembro de la Comisión Científico-Técnica de la Fundación para la Investigación e Innovación en Hidrología Médica y Balneoterapia «Bílbilis».

### “Oxi-inflamm-aging”
Mónica de la Fuente del Rey es un referente nacional e internacional en lo que a envejecimiento se refiere. Es miembro del grupo de investigación: Envejecimiento, Neuroinmunología y Nutrición de la UCMy el Instituto de Investigación del Hospital 12 de Octubre. Sus proyectos e investigaciones se dirigen a conocer el papel que juega el sistema inmunitario en la oxidación e inflamación del organismo cuando éste envejece y su capacidad para determinar la velocidad del envejecimiento o edad biológica, así como las estrategias que fortalecen el sistema inmunitario (nutricionales, sociales, físicos o emocionales) con el fin de obtener una mayor calidad de vida. Su labor investigadora ha recibido numerosos premios académicos y en ámbitos como la nutrición, la neuroinmunología, el cáncer y, en especial, la gerontología.
Ha acuñado el término “oxi-inflamm-aging” para determinar lo que sucede en el cuerpo humano cuando envejece. Tras haber realizado numerosos estudios con ratones, desde el año 2004 dirige un proyecto de Servicios Externos en la Universidad Complutense para valorar el "Perfil inmunológico" de las personas, ofreciendo información sobre su estado de salud y su edad biológica. Con este perfil puede saberse si la edad real (años) coincide o no con la edad biológica, es decir, la edad que corresponde al envejecimiento.
Su trabajo se ha visto plasmado en cerca de 400 publicaciones, entre revistas científicas, artículos científicos y libros. Partidaria de llevar la ciencia fuera del entorno académico, ha participado en tareas de difusión en distintos medios (radio,televisión y prensa).

## Premios y reconocimientos
- 2012 Premio Pañella Casas de la Sociedad Española de Geriatría y Gerontología en el área de Ciencias Biológicas (SEGG) por el trabajo “Inmunosenescencia prematura en ratones triple transgénicos para la enfermedad de Alzheimer" . Autoras: Mónica de la Fuente del Rey, Ianire Mate Otaño, Julia Cruces González, Carmen Vida Rueda, Rashed Manassra, Lydia Giménez Llort.[14]
- 2022 Premio SEGG en la Sección de Ciencias Biológicas al trabajo “El tacto resulta crucial para mejorar el comportamiento, la inmunidad y el estado  redox de ratones cronológicamente viejos tras una corta interacción con los adultos”. Autores: E. Díaz Del Cerro, J. Félix, Mónica De La Fuente del Rey.[15]

## Obra
Mónica de la Fuente ha publicado numerosos artículos y es coautora de tres libros.

### Publicaciones[16]
- Artículos: 307
- Capítulos de libros: 27
- Aportaciones congresos: 18
- Otros: 8

### Libros[16]
- 2023. Microbiota, probióticos y prebióticos: evidencia científica coord. Ergon
- 2011.Neutrophils in biological age and longevity. Nova Science Publishers, Inc., pp. 1-84
- 2010. Neutrophils in biological age and longevity. Nova Science Publishers, Inc., pp. 1-84